# Giulio Cesare Scaligero
Giulio Cesare Scaligero o della Scala, latinizzato in Julius Caesar Scaliger (Riva del Garda, 23 aprile 1484 – Agen, 21 ottobre 1558) è stato un umanista, filosofo e medico italiano.
Il suo vero nome era Giulio Bordon.
Di origine italiana, trascorse in Francia parte della sua vita, e la parte più fruttuosa della sua carriera. A dispetto del suo atteggiamento arrogante e incline alla polemica, era alta la sua reputazione tra i contemporanei, che lo giudicavano così distinto nel suo sapere e talento, che, secondo Jacques-Auguste de Thou, nessuno degli antichi poteva essere collocato sopra di lui, e che l'età in cui visse non presentò nessun sapiente paragonabile a lui.

## Biografia

### Giovinezza
Nelle proprie note biografiche, Scaligero si spaccia per un discendente del casato dei Della Scala (che furono, per 150 anni, i signori di Verona) e si dice nato nell'anno 1484 a Rocca di Riva, sulle rive del Lago di Garda. Era forse figlio di Niccolò della Scala, a sua volta figlio di Guglielmo.
Quando era dodicenne, il suo protettore, l'imperatore Massimiliano I d'Asburgo, lo nominò tra i suoi paggi. Rimase per diciassette anni al servizio dell'imperatore, distinguendosi prima come soldato e poi come capitano. Ma non dimenticava di coltivare né le lettere, nelle quali aveva avuto come precettori alcuni tra i più eminenti studiosi del tempo, né le arti, che aveva studiato con considerevole successo sotto la direzione di Albrecht Dürer.

### Alla battaglia di Ravenna
Nel 1512, nella battaglia di Ravenna, in cui padre e suo fratello maggiore rimasero uccisi, mostrò grandi doti di coraggio, e in seguito ricevette i più alti onori della cavalleria dal suo imperiale cugino, che gli conferì con le proprie mani l'Ordine dello Speron d'oro, aumentato con il collare e l'aquila d'oro. Questa è stata l'unica ed elevatissima decorazione da lui ottenuta.
Lasciò la corte di Massimiliano I e, dopo un breve impiego presso un altro mecenate, il duca di Ferrara, decise di abbandonare la vita militare, e nel 1514 s'iscrisse come studente all'Università di Bologna. Decise di prendere i voti, nell'aspettativa di diventare cardinale, e forse anche papa, se fosse riuscito a strappare dai veneziani il Ducato di Verona, del quale la repubblica aveva usurpato i suoi antenati. Ma, dal momento che restò secolare, abbandonò questi progetti e rimase all'università fino al 1519.
I seguenti sei anni li passò al castello di Vico Nuovo, in Piemonte, come ospite dei Della Rovere, all'inizio dividendo il suo tempo tra spedizioni militari in estate, e lo studio, principalmente della medicina e della storia naturale, in inverno, fino a che un forte attacco di gotta reumatica pose fine alla sua carriera militare.

### Medico personale del vescovo di Agen
Di conseguenza, da allora la sua vita divenne totalmente devota allo studio. Nel 1525 accompagnò, nel ruolo di medico personale, Antonio della Rovere, vescovo di Agen.
Pochi anni dopo la morte dello Scaligero, i nemici del figlio cominciarono a insinuare che egli non fosse un discendente della famiglia dei Della Scala, ma il figlio di Benedetto Bordone, un illustratore e maestro di liceo da Verona; che fosse stato educato a Padova, dove avrebbe ottenuto il titolo di medico; e che la storia della sua vita e delle sue avventure prima dell'arrivo ad Agen non fosse nient'altro che una trama di favole. Certamente, molte delle sue affermazioni non sono sostenute da alcun'altra prova se non le sue proprie dichiarazioni, e alcune di queste sono in contraddizione con fatti ben accertati (si veda sotto).
Trascorse quasi tutti i restanti trentadue anni della sua vita nella città di Agen, sotto la luce dei riflettori della storia contemporanea. Furono anni senza particolari vicissitudini, quasi senza incidenti; proprio in quegli anni, d'altra parte, egli raggiunse una fama così grande che dopo la sua morte, nel 1558, godeva d'una reputazione scientifica e letteraria tra le migliori in Europa. Pochi giorni dopo il suo arrivo ad Agen s'innamorò di un'incantevole orfanella di tredici anni, Andiette de Roques Lobejac. Gli amici della ragazza s'opposero al suo matrimonio con un avventuriero sconosciuto, ma nel 1528 egli aveva ottenuto tanto successo come medico che le obiezioni della famiglia furono superate, e a quarantacinque anni egli sposò Andiette, che era sedicenne. Il matrimonio si dimostrò un completo successo; fu seguito da ventinove anni di felicità coniugale quasi ininterrotta, e dalla nascita di quindici figli, tra i quali il famoso Giuseppe Giusto Scaligero.

### Accusa di eresia
Messo sotto accusa, per sospetti di eresia nel 1538, dei quali venne prosciolto dai suoi amici giudici (uno tra questi era Arnoul Le Ferron). Nello stesso periodo pubblica i suoi principali libri, che suscitano querele e critiche. Nel 1531 stampa la sua prima invettiva contro Erasmo da Rotterdam, in difesa di Cicerone e dei Ciceronianus. È un pezzo di invettiva vigorosa, che mostra, come in tutti i suoi scritti successivi, una sorprendente padronanza del latino, e una retorica brillante, anche se carica dell'abuso del volgare, che forse non inquadrava affatto la vera essenza dei ciceroniani di Erasmo.
Fu grande l'indignazione dello scrittore quando l'unica risposta che ricevette dal grande Erasmus era stata l'essere trattato con un silenzioso disprezzo (Erasmo pensava che questa sua opera fosse il lavoro di un suo nemico personale, Meander, che Erasmo credeva si nascondesse sotto lo pseudonimo di G.C.S.), e indusse Scaligero a scrivere una seconda invettiva (pubblicata nel 1536), più violenta e abusiva, con una maggiore auto-glorificazione, ma con meriti reali davvero inferiori rispetto alla prima. Questi discorsi venivano seguiti da una prodigiosa quantità di versi latini, che apparvero in volumi successivi nel 1533, 1534, 1539, 1546 e 1547; di questi, un critico amico, Mark Pattison, si sentì obbligato ad approvare il giudizio di Pierre Daniel Huet, che disse, "par ses poésies brutes et informes Scaliger a deshonoré le Parnasse" (per le sue poesie aspre e informi ha disonorato il Parnaso); nonostante questo, le numerose edizioni stampate di questi, mostrano come questi versi fossero grati non soltanto ai contemporanei, ma anche agli studiosi successivi.
Un breve trattato sui versi comici De comicis dimensionibus (Lione, 1540) e un'opera De causis linguae Latinae (Ginevra, 1580), lo resero il primo grammatico latino che seguiva principi scientifici e che seguiva un metodo scientifico, e dunque, sono questi i suoi due unici lavori puramente letterari pubblicati in vita.

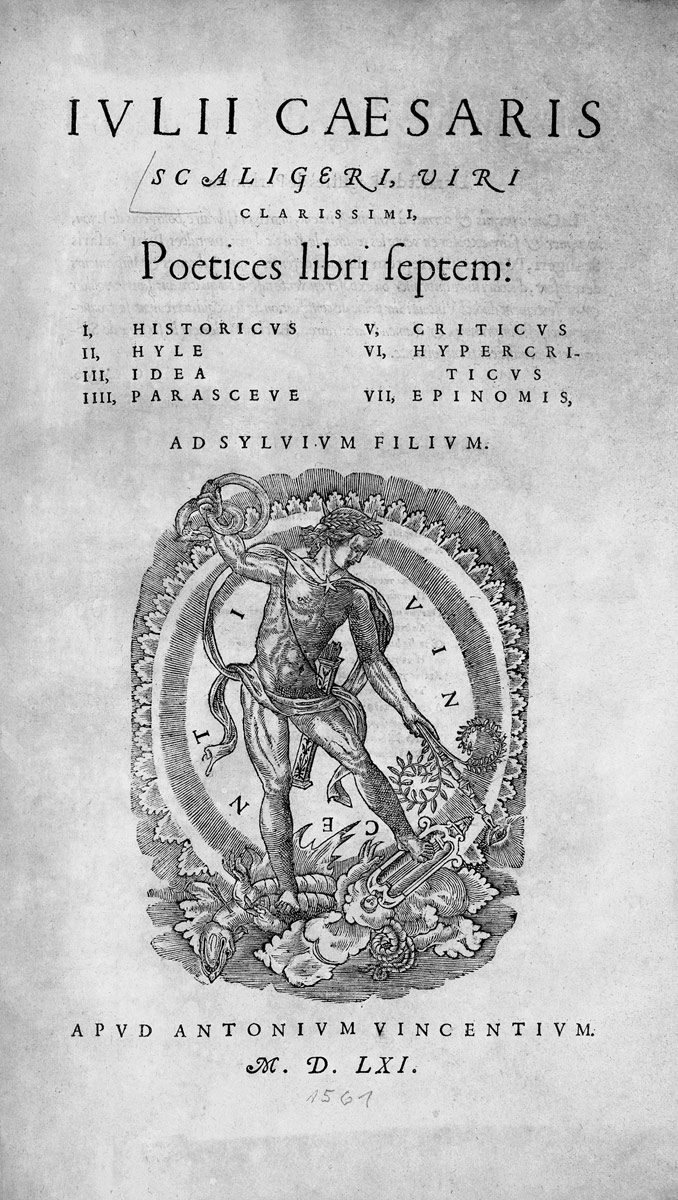
Frontespizio dell'edizione lionese dei Poetices libri septem (1561).

I suoi Poetices libri septem (Ginevra e Lione 1561; Leyda 1581) apparirono dopo la sua morte. Con molti paradossi, con molte critiche ad altri autori che rasentano il disprezzo, e molte esibizioni di pura animosità personale (specialmente quando si riferiva a Étienne Dolet, arrivando a scrivere glosse sulla sua morte, piene di brutale malignità), eppure contenenti acute critiche basate sulla Poetica di Aristotele, "imperator noster; omnium bonarum artium dictator perpetuus", un trattato che divenne influente nella storia della critica letteraria. Come molti della sua generazione, Scaligero considerava Virgilio superiore ad Omero. La sua lode delle tragedie di Seneca il giovane sopra quelle dei greci influenzò sia Shakespeare che Pierre Corneille.

## Opere filosofiche e scientifiche
Ma è piuttosto come filosofo e uomo di scienza che Scaligero voleva essere giudicato. Definiva i suoi studi classici come un gradevole rilassamento da compiti più severi. Qualsiasi siano state le sue vere faccende nei suoi primi 40 anni di vita, sicuramente queste lo resero un osservatore accurato e ravvicinato, e lo avevano reso edotto di molti fenomeni curiosi e poco noti, che aveva pienamente registrato in una tra le più tenaci memorie della storia.

### IlDialogue de plantise leExercitationes
I suoi scritti scientifici sono tutti sotto forma di commenti, e non è stato se non sino al suo settantesimo anno (con l'eccezione di un breve trattato sul De insomniis di Ippocrate) che sentì che uno qualsiasi di questi scritti fosse sufficientemente completo per essere dato alla stampa. Nel 1556 fa stampare il suo Dialogue sulle piante De plantis attribuito ad Aristotele, e nel 1557 le sue Exercitationes basata sul trattato di Girolamo Cardano De subtilitate.

### Pubblicazioni postume:De causis plantarumeStoria degli animali
Alla sua morte rimasero incompiute altre sue opere scientifiche, tra cui i commentari su Teofrasto De causis plantarum e la Storia degli animali di Aristotele, che vennero stampati postumi. Sono tutte opere contrassegnate da un dogmatismo arrogante, violenza nel linguaggio, e una costante tendenza all'auto glorificazione, stranamente combinate con autentiche conoscenze alquanto estese, accompagnate da ragionamenti acuti, corredate da osservazioni dei fatti e dei dettagli senza paragoni tra gli altri studiosi del tempo. In effetti, lui era soltanto il maggiore naturalista del Cinquecento, con tutti i limiti dell'epoca.

### Anticipa il ragionamento induttivo del metodo scientifico.
Non si può mettere in discussione che non abbia anticipato in qualche maniera il ragionamento induttivo del vero metodo scientifico, anche se i suoi studi di botanica non lo condussero, (come il suo contemporaneo Konrad von Gesner), a qualche forma di idea su un sistema naturale di classificazione; rigettò, inoltre, con estrema arroganza e violenza di linguaggio le scoperte di Niccolò Copernico. Rimase ancorato ai dogmi di Aristotele nella metafisica e nella storia naturale, così come a quelli di Galeno in medicina, anche se non rimase schiavo alla lettera dei loro testi o ai dettagli di entrambi. Scaligero dominava ampiamente e profondamente i loro principi, ed era capace di accorgersi quando i suoi maestri non erano coerenti con loro stessi. In molti aspetti corregge alcune dichiarazioni di Aristotele utilizzando i principi aristotelici.
Scaligero si trova in una fase del processo di evoluzione del sapere nella quale si tenta di armonizzare gli scritti dei classici con la realtà dei fatti che si riscontrano in natura, e il risultato finale è che i suoi lavori scientifici hanno un valore puramente storico. Le sue Exercitationes basate sul libro De subtilitate di Cardano (1551) è il libro che dà a Scaligero la sua notorietà come filosofo. Le numerose edizioni testimoniano la loro popularità all'epoca, e fino alla totale caduta finale delle vedute fisiche di Aristotele continuarono ad essere un libro di testo molto usato. Le Exercitationes sono rinomate per il loro sfoggio di una grande ricchezza di conoscenze enciclopediche, il vigoroso stile dell'autore nel sostenere le proprie tesi, e l'accuratezza delle sue osservazioni; allo stesso modo, come osservò Gabriel Naudé, i suoi lavori contengono più falle rispetto a quelle che lui stesso scoprì in Cardano. Charles Nisard scrive che questo suo lavoro sembra pesantemente fazioso, perché cerca di negare tutto quello che Cardano afferma e di affermare tutto quello che Cardano nega. Nonostante questo, Leibniz e Sir William Hamilton lo riconoscono come il migliore esponente della fisica e metafisica di Aristotele.
Giulio Cesare Scaligero morì nella città di Agen nel 1558.

## Edizioni

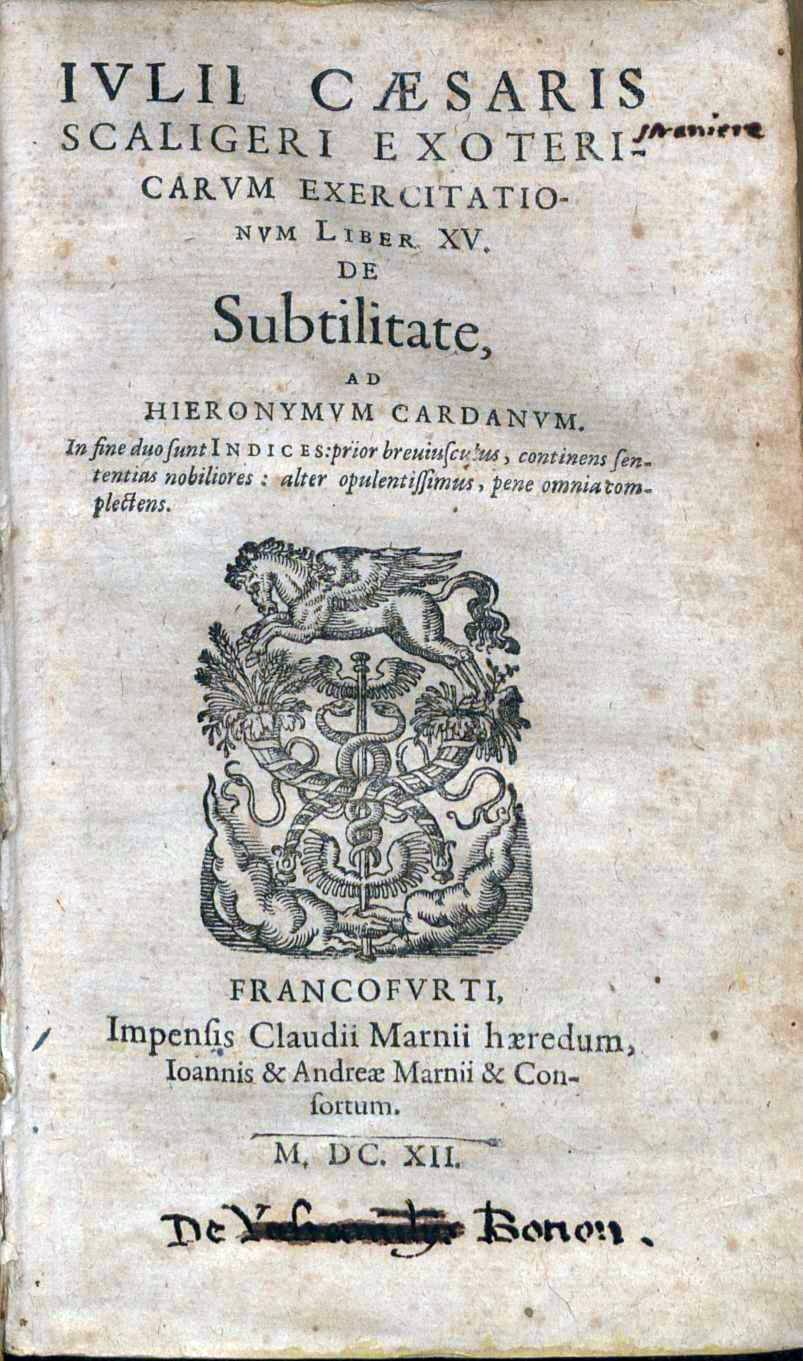
De subtilitate, 1612

- Iulius Caesar Scaliger, Poetices libri septem, Genevae, apud Ioannem Crispinum, 1561.
- (LA) In libros De plantis Aristoteli inscriptos commentarii, Lyon, Guillaume Rouillé, 1566.
- (LA) De subtilitate, Frankfurt am Main, eredi Claude de Marne, 1612.

## Omaggi poetici e letterari
Il poeta Matteo Bandello ha dedicato a Giulio Cesare Scaligero la Novella XXXII della Seconda parte (1554).